# Sylvester Zefferino Poli
Sylvester Zefferino Poli (nato Silvestro Zefferino Poli; Bolognana, 31 dicembre 1858 – New Haven, 31 maggio 1937) è stato un artigiano, impresario teatrale e imprenditore italiano naturalizzato statunitense.

## Biografia

### I primi anni
Nato in una famiglia umile, composta dai genitori e da sei figli. Zefferino iniziò la sua carriera di venditore tra le strade del paese con la vendita della "ciaccine" preparate dalla madre. La sua famiglia si trasferì in seguito a Piano di Coreglia e Zefferino imparò il mestiere del figurinaio (realizzava statuette in gesso e cera).
Le possibilità di una vita migliore lo spinsero a partire per la Francia. Tempo dopo tornò in Italia, venne obbligato al servizio militare e per tre anni rimase al servizio del capitano della sua compagnia come lustrascarpe. Al rientro a casa, a 19 anni, dopo aver venduto cialde per rimediare il denaro necessario a pagarsi la traversata, partì per gli Stati Uniti.

### Il primo periodo statunitense
La notte lavorava nel suo laboratorio a New Haven e il giorno vendeva statuine di santi e di gatti ai lati delle strade. Poi incontrò la sedicenne Rosa Leveroni, genovese, e i due si sposarono. La moglie gli suggerì di cambiare i soggetti delle sue statuine: passò dai soggetti religiosi alla riproduzione di celebrità del tempo. Cambiò anche la strategia di vendita: lasciò alla moglie la responsabilità di trattare con i clienti mentre lui si limitava alla realizzazione delle figurine. Le vendite triplicarono e con i soldi guadagnati comprarono un edificio in cui esporre le loro creazioni.

### Costruzione di un impero
Nel 1888, Poli costituì una società, aprendo un insieme di musei e teatri a Toronto, in Canada, Rochester e Staten Island nello Stato di New York. Successivamente rimase da solo a Troy, New York. Nel 1892, si stabilì a New Haven, nel Connecticut, dove aprì il Poli Eden Musee. Decise quindi che aveva bisogno di un teatro autentico dove avrebbe potuto mettere in scena spettacoli continui di vaudeville di "alta classe", e a questo scopo creò il Poli's Wonderland Theatre nel 1893. Dal 1897 al 1926, Sylvester Poli continuò a costruire teatri, a Waterbury, Bridgeport, Meriden e Hartford in Connecticut, a Springfield e Worcester in Massachusetts, a Jersey City, a Wilkes-Barre e Scranton, in Pennsylvania e a Washington.
Il crescente successo delle sue attività sembrava procedere parallelamente all'espansione industriale nelle città del nord-est. In alcune città c'erano anche tre teatri, e Poli era spesso costretto a ricostruire il teatro due o tre volte, per rimanere competitivo. All'inizio attraversò un periodo senza rivali fino all'avvento di  B.F. Keith che riuscì a mettere assieme un notevole numero di teatri. Iniziarono a farsi una seria concorrenza. Dopo molta energie sprecate, i due decisero di andare ognuno per la propria strada senza farsi concorrenza a vicenda. Poli vendette tutte le proprietà che aveva nell'area di influenza di Keith ad eccezione di Jersey City.

### Artisti scritturati
Nei suoi teatri si esibirono, tra gli altri, Harry Houdini, Shirley Booth, Bert Lahr, Jimmie Durante and Eddie Jackson, Mae West, George Jessel, George Burns and Gracie Allen, Jack Benny, Edgar Bergen, Ray Bolger, Bill "Bo Jangles" Robinson, Will Rogers, Sophie Tucker, Eva Tanguay, Theda Bara, Fred Allen, Baby Rose Marie. Poli aveva anche una sua compagnia di spettacoli, la The Poli Players, con artisti come Clara Blandick e Izetta Jewel.

### Famiglia
Sylvester Poli sposò Rosa Leverone (1/17/1869-1/5/1960), originaria di Genova, nel 1885. Lui insegnò alla moglie l'arte di inserire, nelle figure di cera, i capelli e la barba. Negli anni seguenti, mentre Sylvester era impegnato con i suoi teatri, Rosa era impegnata anch'essa in opere di filantropia. Fu una figura di spicco nei confronti dei veterani di guerra stranieri, e ricevette la Croce d'Onore dalla regina Elena. Sylvester e Rosa ebbero cinque figli; Edward (10/12/1891-11/11/1922), Adelina (7/19/1889-11/13/1966), Juliette (6/21/1897-4/1/1976), Laurina (10/1/1899-1/26/1978) e Lillian (4/3/1903-12/16/1976).Poli fece costruire Villa Rosa Terrace(dal nome di sua moglie) a Woodmont, Milford in Connecticut. Essa era costituita dalla residenza principale e dieci cottage in riva al mare, per tutti suoi figli. La famiglia trascorreva le estati riunita a Villa Rosa partecipando a feste continue.
Egli acquistò anche delle residenze invernali per ognuna delle ragazze, ad eccezione di Lillian (Lily), che andò in sposa al marchese Lippi Gerini, e tornò in Italia con suo marito. S.Z. dedicò molto tempo ad istruire suo figlio, Edward, avendo deciso di lasciargli la sua attività. Aveva deciso che il figlio Edward avrebbe assunto il controllo degli affari l'anno seguente (1923). Ma nel novembre 1922, suo figlio fu colpito da appendicite. Anche se l'intervento venne eseguito con successo, si verificò un'embolia e Edward morì il giorno dell'armistizio. Sopraffatto dal dolore, Poli fece erigere un mausoleo di marmo al St. Lawrence Cemetery, West Haven.

### Ritiro dagli affari
Quando S.Z. Poli si ritirò dagli affari all'età di settant'anni, possedeva venti teatri, tre alberghi (compreso il Savoy di Miami), cinquecento uffici e due cantieri. Nel luglio 1928, Poli vendette il Fox New England Theatres, mantenendo 3/4 della proprietà e creando la Fox-Poli. Con il crollo della borsa del 1929, la Fox andò in amministrazione controllata nel 1932. Poli riebbe il controllo nel maggio 1934, e Loew's Theatres acquistò i rimanenti teatri, che assunsero il nome di Loew's-Poli New England Theatres. Sylvester Poli passò gli ultimi anni della sua vita nella casa al mare, Villa Rosa a Woodmont. Morì in occasione del Memorial Day, nel 1937, all'età di 79 anni a seguito di una polmonite.

## Cronologia delle proprietà
- 1892 - Poli's Eden Musee - New Haven
- 1893 - Poli's Wonderland Theatre - New Haven Vaudeville
- 1897 - Poli's - Waterbury
- 1901 - Poli's Plaza - Bridgeport
- 1903 - Poli's - Hartford'
- 1904 - Poli's - Springfield[15]
- 1905 - Palace Theatre - New Haven
  - Poli's - Worcester (nel 1912 rinominato Plaza)
  - Poli's - Jersey City
- 1906 - Poli's - Meriden
- 1907 - 'Poli's - Scranton[16][17]
  - Bijou Theatre - New Haven
- 1908 - Poli's - Wilkes-Barre
- 1909 - Garden Theatre - Waterbury
  - The Grand - Worcester
- 1912 - Poli's - Worcester
  - Poli's - Washington DC
  - Poli's - Bridgeport
- 1913 - The Strand - Waterbury
  - Poli's Palace - Springfield
  - The Palace - Hartford
- 1914 - Poli's (Hyperion) - New Haven[18]
- 1918 - The Lyric - Bridgeport
- 1920 - Capitol Theatre - Hartford
- 1922 - Poli's Palace - Waterbury[19]
  - Poli's Majestic - Bridgeport'
  - Poli's Palace - Bridgeport[20]
- 1924 - Poli's Palace - Meriden
- 1926 - Poli's Palace - Worcester